# Skióessa
Skióessa, en grec moderne : Σκιόεσσα, est un village du dème de Patras, district régional d'Achaïe, en Grèce-Occidentale.
Selon le recensement de 2011, la population du village s'élève à 626 habitants.

## Géographie
La région est composée de montagnes et de collines, de maisons et de terres agricoles dans les vallées, de prairies, de buissons et de forêts dans les montagnes. Le village possède de belles maisons et se trouve près de la rivière Meilichos. Il y a un grand terrain de football et un petit pont.